# Ho fatto l'amore con me
Ho fatto l'amore con me è un singolo della cantante francese Amanda Lear, pubblicato nel 1980 ed estratto dall'album Diamonds for Breakfast.

## Descrizione
Ho fatto l'amore con me è stato scritto da Cristiano Malgioglio, Giuni Russo e Maria Antonietta Sisini. È stato inserito nell'album Diamonds for Breakfast e presentato in varie trasmissioni televisive quali Discoring. Il brano è il secondo inciso dall'artista in italiano (il primo è Alphabet (Italian Version), del 1977, pubblicato come retro dell'edizione italiana di Queen of Chinatown), e tratta di un tema piuttosto inedito e controverso per i tempi, qual è quello della masturbazione femminile. Nel brano, infatti, la protagonista dichiara di avere fatto l'amore con se stessa (dunque essersi masturbata) per evitare di cascarci con l'uomo insensibile pronto soltanto ad usarla.
L'edizione italiana del singolo, presenta come lato B Diamonds, scritto dalla stessa Lear e Anthony Monn, è il lato B del disco, estratto anch'esso dal medesimo album. L'edizione francese presenta invece come lato B il brano Rockin' Rollin' (I Hear You Nagging), anch'esso opera della Lear e di Monn ed estratto dallo stesso album. Questo brano vebbe inoltre utilizzato come retro anche del singolo Salomon Gundie.

## Tracce
7" RCA (1980), Italia
1. Ho fatto l'amore con me – 3:16 (Cristiano Malgioglio, Giuni Russo, Maria Antonietta Sisini)
2. Diamonds – 4:58 (testo: Amanda Lear – musica: Anthony Monn)

Durata totale: 8:14
7" Arabella (1980), Francia
1. Ho fatto l'amore con me – 3:15 (Cristiano Malgioglio, Giuni Russo, Maria Antonietta Sisini)
2. Rockin' Rollin' (I Hear You Nagging) – 3:05 (testo: Amanda Lear – musica: Anthony Monn)

Durata totale: 6:20